# Ašina Budžen
Ašina Budžen (kitajsko 阿史那步真) je bil član vladajoče kaste Zahodnih Turkov, * ni znano, † 667. 
Cesar Gaozong iz dinastije Tang ga je po osvojitvi Zahodnega turškega kaganata leta 657 imenoval za kagana. Njegovo ostro rivalstvo z bratrancem Ašina Mišejem je bilo ključnega pomena za odrekanje zvestobe Zahodnih Turkov dinastiji Tang in priseganje zvestobe Tibetanskemu cesarstvu. 

## Življenje
Budžen je bil član vladajoče kaste Zahodnih Turkov. Po mnenju sodobnega turškega zgodovinarja Ahmeta Taşağıla je bil Istemijev potomec.  Potem ko je Zahodni turški kaganat osvojila kitajska dinastija Tang, je bil leta 632 za kagana imenovan njegov mlajši bratranec Ašina Miše. Jezni Budžen ga je zato leta 639 napadel in ubil dvajset njegovih sorodnikov, vključno z več brati in nečaki. Posledično se je Miše  v strahu za svoje življenje podrevil dinastiji Tang. Budžen se je razglasil za jabguja (kagana) plemen Dulu (咄陆叶护), vendar ga Duluji niso sprejeli. Izgubil je ugled in se tudi sam podredil Tangu. 
Budžen je sodeloval v vojni Tangov proti Gogurjeu (Koreja) leta 645 in v bitki pri reki Irtiš, kjer je Tangova vojska premagale Ašina Heluja.
Leta 657 ga je cesar Gaozong imenoval za dživangdžue kagana (kitajsko 继往绝可汗, pinjin Jìwǎngjuékèhán; dobesedno 'kagan, ki je nadaljeval, kjer se je končalo') in vladarja petih zahodnim turških plemen. Leta 659 je skupaj z Mišejem sodeloval v pohodu proti Džengdžu jabguju, rivalskemu kandidatu za kagana. Leta 662 je Gaozong poslal generala Su Haidženga (蘇海政), da napade Čiuzija in ukazal Budženu in Mišeju, naj mu pomagata. Budžen, še vedno Mišejev rival,  je lažno obvestil Suja, da se Miše pripravlja na upor in bo napadel Tangovo vojsko. Su je Mišeju postavil zasedo in ubil njega in njegove glavne pomočnike. Turška poglavarja Šuniši Čupan (鼠尼施處半啜) in Basaigan Tong Išbara (拔塞幹暾沙鉢俟斤), ogorčena zaradi Mišejevega umora, sta se odvrnila od Tanga in se raje podredila Tibetanskemu cesarstvu. Ko je leta 667 Budžen umrl, se je vpliv Tanga v regiji močno zmanjšal. 

## Vira
- Old Book of Tang - Tujue Biographies (旧唐书·突厥传)
- Zizhi Tongjian / Volume 200